# The Stars Look Down
The Stars Look Down is een Britse dramafilm uit 1940 onder regie van Carol Reed. Destijds werd de film in Nederland uitgebracht onder de titel De mijnstaking.

## Verhaal
Davey denkt dat zijn opleiding van pas kan komen tegen de sociale wanpraktijken in de Engelse steenkoolmijnen. Na zijn huwelijk moet hij echter een baan accepteren als leraar. Vanaf de zijlijn ziet hij met lede ogen aan hoe de mijnen steeds onveiliger worden, terwijl de mijndirectie almaar rijker wordt op kap van de arbeiders.

## Rolverdeling
| Acteur            | Personage          |
| ----------------- | ------------------ |
| Michael Redgrave  | Davey Fenwick      |
| Margaret Lockwood | Jenny Sunley       |
| Emlyn Williams    | Joe Gowlan         |
| Nancy Price       | Martha Fenwick     |
| Allan Jeayes      | Richard Barras     |
| Edward Rigby      | Robert Fenwick     |
| Linden Travers    | Laura Millington   |
| Cecil Parker      | Stanley Millington |
| Milton Rosmer     | Harry Nugent       |
| George Carney     | Slogger Gowlan     |
| Ivor Barnard      | Wept               |
| Olga Lindo        | Mevrouw Sunley     |
| Desmond Tester    | Hughie Fenwick     |
| David Markham     | Arthur Barras      |
| Aubrey Mallalieu  | Hudspeth           |